# USS Idaho (BB-42)
USS Idaho (BB-42) là một thiết giáp hạm thuộc lớp New Mexico của Hải quân Hoa Kỳ, và là chiếc tàu chiến thứ tư của Hải quân Mỹ được đặt cái tên này nhằm tôn vinh tiểu bang thứ 43 của Hiệp chúng quốc Hoa Kỳ. Trong Chiến tranh Thế giới thứ hai, thoạt tiên Idaho hoạt động tuần tra tại Đại Tây Dương, nhưng được nhanh chóng chuyển sang mặt trận Thái Bình Dương sau khi Nhật Bản tấn công Trân Châu Cảng, và ở lại hoạt động tại đây cho đến khi chiến tranh kết thúc. Nó được cho ngừng hoạt động vào năm 1946 và tháo dỡ vào năm 1947.

## Thiết kế và chế tạo
Idaho được đặt lườn bởi hãng đóng tàu New York Shipbuilding Corporation tại Camden, New Jersey. Nó được hạ thủy vào ngày 30 tháng 6 năm 1917, được đỡ đầu bởi Cô Henrietta Amelia Simons, cháu gái của Thống đốc tiểu bang Idaho Moses Alexander; và được đưa ra hoạt động vào ngày 24 tháng 3 năm 1919 dưới quyền chỉ huy của Thuyền trưởng, Đại tá Hải quân Carl Theodore Vogelgesang.

## Lịch sử hoạt động

### Giữa hai cuộc thế chiến
Idaho khởi hành vào ngày 13 tháng 4 năm 1919 tiến hành chạy thử máy và huấn luyện ngoài khơi vịnh Guantanamo, và sau khi quay trở về New York đã đón lên tàu Tổng thống Brazil Epitácio Pessoa trong chuyến đi đến Rio de Janeiro. Khởi hành vào ngày 6 tháng 7 cùng các tàu hộ tống, chiếc thiết giáp hạm đi đến Rio vào ngày 17 tháng 7. Từ đây nó tiếp tục chuyến hải trình đến kênh đào Panama, đi đến Monterey, California vào tháng 9 để gia nhập Hạm đội Thái Bình Dương. Nó tham gia cùng các thiết giáp hạm trong các hoạt động huấn luyện và tập trận, bao gồm một cuộc duyệt binh hạm đội của Tổng thống Woodrow Wilson vào ngày 13 tháng 9. Trong năm 1920, chiếc thiết giáp hạm chuyên chở Bộ trưởng Hải quân Josephus Daniels và Bộ trưởng Nội vụ (có thể là Franklin K. Lane hoặc John B. Payne) trong một chuyến đi thị sát Alaska.
Sau khi quay về từ Alaska vào ngày 22 tháng 7 năm 1920, Idaho tham gia các cuộc tập trận cơ động hạm đội ngoài khơi bờ biển California và về phía Nam đến tận Chile. Nó tiếp tục công việc quan trọng này cho đến năm 1925, đồng thời tham gia nhiều dịp lễ hội được tổ chức tại Bờ tây trong giai đoạn này. Hai trong số 14 khẩu pháo 127 mm (5 inch)/51 caliber nguyên thủy được tháo bỏ vào năm 1922. Idaho tham gia cuộc duyệt binh hạm đội do Tổng thống Warren Harding chủ trì tại Seattle không lâu trước cái chết của ông vào năm 1923. Chiếc thiết giáp hạm khởi hành vào ngày 15 tháng 4 năm 1925 để đi đến Hawaii, tham gia các cuộc tập trận cho đến ngày 1 tháng 7, rồi sau đó lên đường đi Samoa, Australia, và New Zealand. Trên đường quay về, Idaho nhận lên tàu Trung tá Hải quân John Rodgers và đội bay thủy phi cơ dũng cảm của ông sau sau lần nỗ lực bay đến Hawaii, và về đến San Francisco, California vào ngày 24 tháng 9.
Trong sáu năm tiếp theo sau, Idaho hoạt động tại căn cứ ở San Pedro, California, thực hiện các vai trò huấn luyện và sẵn sàng chiến đấu tại vùng biển ngoài khơi California và trong vùng biển Caribbe. Nó rời San Pedro vào ngày 7 tháng 9 năm 1931 hướng sang bờ Đông Hoa Kỳ, và đi vào xưởng hải quân Norfolk vào ngày 30 tháng 9 để được hiện đại hóa. Các khẩu pháo phòng không 76 mm (3 inch) trước đây được thay thế bằng tám khẩu 127 mm (5 inch)/25 caliber. Chiếc thiết giáp hạm kỳ cựu còn có được lớp vỏ giáp tốt hơn, "đai giáp" bảo vệ chống tàu ngầm, động cơ tốt hơn và cột buồm kiểu mới dạng ba chân trong lần được đại tu rộng rãi này, để có thể phục vụ tốt trong nhiều năm tiếp theo. Sau khi hoàn tất vào ngày 9 tháng 10 năm 1934, chiếc tàu chiến tiến hành chạy thử máy tại khu vực Caribbe trước khi quay trở về cảng nhà của nó, San Pedro, vào ngày 17 tháng 4 năm 1935.
Khi bóng mây chiến tranh đã bắt đầu ló dạng tại Thái Bình Dương, hạm đội bắt đầu gia tăng cường độ huấn luyện. Idaho thực hiện các cuộc thao dợt chiến thuật hạm đội và thực hành tác xạ thường xuyên cho đến khi quay về Trân Châu Cảng vào ngày 1 tháng 7 năm 1940. Chiếc tàu chiến khởi hành đi Hampton Roads ngày 6 tháng 6 năm 1941 để thực hiện các cuộc tuần tra trung lập tại Đại Tây Dương, một thành phần thiết yếu trong chính sách của Hoa Kỳ vào những ngày đầu của cuộc xung đột tại châu Âu. Nó di chuyển đến Iceland vào tháng 9 để bảo vệ các căn cứ tiền phương của Hoa Kỳ, và nó đang đặt căn cứ tại Hvalfjörður khi Nhật Bản tấn công Trân Châu Cảng vào ngày 7 tháng 12 đẩy Hoa Kỳ tham dự vào cuộc Thế Chiến.

### Thế Chiến II
Hai ngày sau khi chiến tranh nổ ra tại Thái Bình Dương, Idaho cùng chiếc tàu chị em với nó Mississippi rời Iceland để gia nhập Hạm đội Thái Bình Dương, ghé qua Norfolk, Virginia và băng qua kênh đào Panama trước khi đến San Francisco, California, vào ngày 31 tháng 1 năm 1942. Nó tiến hành các cuộc tập trận bổ sung tại vùng biển California và ngoài khơi Trân Châu Cảng cho đến tận tháng 10 năm 1942, khi nó vào Xưởng hải quân Puget Sound để bảo trì xẻ rãnh pháo. Dàn pháo hạng hai nguyên thủy 127 mm (5 inch)/51 caliber được tháo bỏ dành chỗ cho các khẩu súng máy phòng không. Sau khi hoàn tất các công việc này, Idaho lại tham gia các cuộc tập trận, rồi khởi hành vào ngày 7 tháng 4 năm 1943 cho các hoạt động tại quần đảo Aleut hoang vắng. Tại đây nó trở thành soái hạm của lực lượng tuần tra và hỏa lực chung quanh đảo Attu, nơi nó tiến hành bắn pháo hỗ trợ cho cuộc đổ bộ của Lục quân Mỹ vào ngày 11 tháng 5. Trong những tháng tiếp theo sau, chiếc thiết giáp hạm tập trung hoạt động tại Kiska, mà đỉnh điểm là cuộc tấn công vào ngày 15 tháng 8. Lực lượng Nhật Bản trú đóng tại đây được phát hiện đã triệt thoái khỏi đảo này từ cuối tháng 7, và như vậy đã từ bỏ chỗ đứng cuối cùng trên quần đảo Aleut.
Idaho quay trở về San Francisco vào ngày 7 tháng 9 chuẩn bị cho chiến dịch tấn công lên quần đảo Gilbert. Di chuyển đến Trân Châu Cảng, nó lên đường cùng với lực lượng hạm đội tấn công vào ngày 10 tháng 11 và đi đến khu vực ngoài khơi đảo san hô Makin vào ngày 20 tháng 11. Nó hỗ trợ cho cuộc chiến đấu trên bờ bằng các đợt bắn pháo chính xác và hỏa lực phòng không, và ở lại khu vực quần đảo Gilbert cho đến khi khởi hành hướng về Trân Châu Cảng vào ngày 5 tháng 12.
Lịch trình tiếp theo tại Thái Bình Dương là cuộc tấn công đổ bộ lên quần đảo Marshall, và Idaho đã đi đến vị trí ngoài khơi Kwajalein vào sáng sớm ngày 31 tháng 1 năm 1944 để vô hiệu hóa sự kháng cự của đối phương trên bờ. Một lần nữa, nó dội hàng tấn đạn pháo xuống các vị trí của quân Nhật cho đến ngày 5 tháng 2, khi chiến thắng đã là một điều rõ ràng. Sau khi được tiếp liệu tại Majuro, chiếc thiết giáp hạm tiến hành bắn phá các đảo khác trong nhóm, sau đó di chuyển đến Kavieng, New Ireland cho một cuộc bắn pháo nghi binh vào ngày 20 tháng 3.
Idaho quay trở về quần đảo New Hebride vào ngày 25 tháng 3, và sau một chặng dừng chân ngắn tại Australia, nó đi đến Kwajalein cùng một đội tàu sân bay hộ tống vào ngày 8 tháng 6. Từ đây, những chiếc tàu chiến hướng đến Marianas, nơi Idaho bắt đầu một cuộc bắn pháo chuẩn bị lên Saipan từ ngày 14 tháng 6. Khi cuộc đổ bộ lên đây diễn ra vào ngày 15 tháng 6, chiếc thiết giáp hạm di chuyển đến Guam cho các nhiệm vụ bắn pháo. Trong khhi hạm đội Mỹ tiêu diệt không lực trên tàu sân bay Nhật Bản trong trận chiến biển Philippine trong các ngày 19 đến 21 tháng 6, Idaho bảo vệ khu vực tập trung các tàu vận chuyển và vận tải dự bị quý giá. Sau khi quay trở về Eniwetok từ ngày 28 tháng 6 đến ngày 9 tháng 7, chiếc tàu chiến bắt đầu bắn pháo chuẩn bị lên đảo Guam vào ngày 12 tháng 7, và tiếp tục nhiệm vụ này cho đến khi cuộc đổ bộ chính diễn ra tám ngày sau đó. Trong khi lực lượng đổ bộ tác chiến trên bờ, Idaho tiếp tục cung ứng sự hỗ trợ hỏa lực cần thiết cho đến khi thả neo tại Eniwetok vào ngày 2 tháng 8.
Chiếc tàu chiến tiếp tục đi đến Espiritu Santo và vào một ụ tàu nổi tại đây vào ngày 15 tháng 8 để sửa chữa đai giáp chống ngư lôi. Sau cuộc diễn tập đổ bộ tại Guadalcanal vào đầu tháng 9, Idaho di chuyển đến Peleliu vào ngày 12 tháng 9 và bắt đầu bắn phá hòn đảo này, một nơi cần thiết như một căn cứ tập trung cho cuộc tấn công Philippines. Cho dù bị bắn pháo mãnh liệt, các công sự Nhật Bản tại đây đã kháng cự lại lực lượng tấn công khá kịch liệt, buộc chiếc thiết giáp hạm phải ở lại ngoài khơi Peleliu cho đến ngày 24 tháng 9 để hỗ trợ hỏa lực tối cần thiết cho cuộc tiến quân của lực lượng Thủy quân Lục chiến. Sau đó nó khởi hành đi Manus và sau đó là đến Bremerton, Washington vào ngày 22 tháng 10 để thực hiện các sửa chữa cần thiết. Các khẩu pháo 127 mm (5 inch)/25 caliber được thay thế bằng 10 khẩu 127 mm (5 inch)/38 caliber bố trí trên các tháp súng kín nòng đơn. Sau đó nó tiến hành tập trận ngoài khơi California.
Các khẩu pháo lớn của Idaho lại cần đến trong cuộc tấn công đổ bộ lớn tiếp theo của con đường đến Nhật Bản. Nó khởi hành từ San Diego vào ngày 20 tháng 1 năm 1945 để gia nhập đội thiết giáp hạm đang tập trung tại Trân Châu Cảng. Sau các cuộc tổng dợt, nó khởi hành từ quần đảo Mariana vào ngày 14 tháng 2 để tấn công Iwo Jima. Trong khi lực lượng Thủy quân Lục chiến đang chiến đấu trên bờ trong ngày 19 tháng 2, Idaho lại tiêu diệt các vị trí đối phương bằng các khẩu pháo lớn của nó, cũng như bắn pháo sáng vào ban đêm để chiếu sáng chiến trường. Chiếc tàu chiến ở lại ngoài khơi Iwo Jima cho đến ngày 7 tháng 3, khi nó lên đường đi Ulithi, và sau đó tham gia chiến dịch lớn cuối cùng ở Thái Bình Dương tại Okinawa.
Idaho khởi hành vào ngày 21 tháng 3 trong thành phần lực lượng hỏa lực và yểm trợ của Chuẩn Đô đốc Deyo và là soái hạm của Đơn vị hỏa lực 4. Nó đi đến ngoài khơi Okinawa vào ngày 25 tháng 3 và bắt đầu làm im tiếng các khẩu đội pháo đối phương trên bờ cũng như tiêu diệt các công sự đối phương. Cuộc đổ bộ được bắt đầu vào ngày 1 tháng 4; và trong khi lực lượng Nhật tiến hành các nỗ lực tuyệt vọng đánh đuổi hạm đội khổng lồ bằng các cuộc tấn công tự sát kamikaze, các xạ thủ trên chiếc Idaho đã bắn rơi nhiều máy bay đối phương. Trong một cuộc tấn công hàng loạt vào ngày 12 tháng 4, chiếc thiết giáp hạm đã bắn rơi năm máy bay kamikaze trước khi chịu đựng hư hại cho đai giáp chống ngư lôi bên mạn trái bởi một cú tấn công suýt trúng đích. Sau các sửa chữa tạm thời, nó khởi hành vào ngày 20 tháng 4 và đi đến Guam năm ngày sau đó.
Idaho, cựu binh từng trải của nhiều cuộc đổ bộ tại Thái Bình Dương, nhanh chóng hoàn tất công việc sửa chữa và quay lại Okinawa vào ngày 22 tháng 5 tiếp tục vai trò hỗ trợ hỏa lực. Chiếc thiết giáp hạm ở lại đó cho đến ngày 20 tháng 6, khi nó khởi hành tham gia các cuộc tập trận tại vịnh Leyte cho đến khi chiến sự chấm dứt vào ngày 15 tháng 8.
Idaho thực hiện chuyến đi khải hoàn vào vịnh Tokyo cùng lực lượng chiến đóng vào ngày 27 tháng 8, và đã thả neo tại đây trong thời gian diễn ra lễ ký kết văn kiện Nhật Bản đầu hàng vô điều kiện trên thiết giáp hạm Missouri vào ngày 2 tháng 9. Bốn ngày sau nó thực hiện chuyến đi dài đến bờ Đông Hoa Kỳ, ngang qua kênh đào Panama và đến Norfolk vào ngày 16 tháng 10. Nó được cho ngừng hoạt động vào ngày 3 tháng 7 năm 1946 và được đưa về lực lượng dự bị cho đến khi bị bán cho hãng Lipsett Incorp. tại New York để tháo dỡ vào ngày 24 tháng 11 năm 1947.

## Phần thưởng
Idaho được tặng thưởng bảy Ngôi sao Chiến đấu do thành tích phục vụ trong Thế Chiến II.